# Lijst van rijksmonumenten in Bergeijk (gemeente)
De gemeente Bergeijk telt 46 inschrijvingen in het rijksmonumentenregister. Hieronder een overzicht. 

## Bergeijk
De plaats Bergeijk telt 19 inschrijvingen in het rijksmonumentenregister. Zie Lijst van rijksmonumenten in Bergeijk (plaats) voor een overzicht.

## Luyksgestel
De plaats Luyksgestel telt 10 inschrijvingen in het rijksmonumentenregister. Zie Lijst van rijksmonumenten in Luyksgestel voor een overzicht.

## Riethoven
De plaats Riethoven telt 9 inschrijvingen in het rijksmonumentenregister. Zie Lijst van rijksmonumenten in Riethoven voor een overzicht.

## Walik
De plaats Walik telt 3 inschrijvingen in het rijksmonumentenregister.
| Object | Oorspronkelijke functie? | Bouwjaar | Architect | Locatie        | Coördinaten?                  | Nr.?  | Afbeelding |
| --- | ------------------------ | -------- | --------- | -------------- | ----------------------------- | ----- | --- |
| Boerderij van het Kempische langgeveltype, onder rieten wolfdak met voet van pannen, zesdelige schuiframen met luiken. Met schuur, van hout, leem en riet | Boerderij                |          |           | Walikerplein 2 | 51° 21' 14" NB, 5° 21' 54" OL | 32525 | Boerderij van het Kempische langgeveltype, onder rieten wolfdak met voet van pannen, zesdelige schuiframen met luiken. Met schuur, van hout, leem en riet |
| Boerderij van het Kempische langgeveltype, onder rieten wolfdak                                                                                           | Boerderij                |          |           | Walikerplein 1 | 51° 21' 13" NB, 5° 21' 54" OL | 32526 | Boerderij van het Kempische langgeveltype, onder rieten wolfdak                                                                                           |
| Boerderij van het Kempische langgeveltype, onder rieten wolfdak met voet van pannen                                                                       | Boerderij                |          |           | Walikerplein 3 | 51° 21' 13" NB, 5° 21' 56" OL | 32527 | Upload foto |

## Weebosch
De plaats Weebosch telt 1 inschrijving in het rijksmonumentenregister.
| Object                      | Oorspronkelijke functie? | Bouwjaar         | Architect | Locatie     | Coördinaten?                  | Nr.?   | Afbeelding        |
| --------------------------- | ------------------------ | ---------------- | --------- | ----------- | ----------------------------- | ------ | ----------------- |
| Grafheuvel met 10 meterzone | Archeologisch monument   | laat-Neolithicum |           |             | 51° 17' 40" NB, 5° 16' 3" OL  | 45211  | Upload foto       |
| H. Gerardus Majella         | Kerk en kerkonderdeel    | 1907             | Jan Stuyt | Weebosch 75 | 51° 18' 31" NB, 5° 17' 39" OL | 517916 | Meer afbeeldingen |

## Westerhoven
De plaats Westerhoven telt 4 inschrijvingen in het rijksmonumentenregister.
| Object                                     | Oorspronkelijke functie? | Bouwjaar  | Architect       | Locatie                     | Coördinaten?                  | Nr.?   | Afbeelding                 |
| ------------------------------------------ | ------------------------ | --------- | --------------- | --------------------------- | ----------------------------- | ------ | -------------------------- |
| Terrein waarin een urnenveld               | Archeologisch monument   | IJzertijd |                 |                             | 51° 20' 50" NB, 5° 24' 59" OL | 46171  | Upload foto                |
| Sint Servatiuskerk                         | Kerk en kerkonderdeel    | 1885-1886 | H.J. van Tulder | Dorpstraat bij 22           | 51° 19' 54" NB, 5° 23' 55" OL | 517910 | Meer afbeeldingen          |
| Pastorie bij St. Servatius                 | Kerkelijke dienstwoning  | 1861      |                 | Dorpstraat 24               | 51° 19' 54" NB, 5° 23' 53" OL | 517911 | Pastorie bij St. Servatius |
| Herenhuis met neoclassicistische invloeden | Woonhuis                 | 1859      |                 | Monseigneur Biermansplein 8 | 51° 19' 51" NB, 5° 23' 51" OL | 517918 | Meer afbeeldingen          |

's-Hertogenbosch ·
Alphen-Chaam ·
Altena ·
Asten ·
Baarle-Nassau ·
Bergeijk ·
Bergen op Zoom ·
Bernheze ·
Best ·
Bladel ·
Boekel ·
Boxtel ·
Breda ·
Cranendonck ·
Deurne ·
Dongen ·
Drimmelen ·
Eersel ·
Eindhoven ·
Etten-Leur ·
Geertruidenberg ·
Geldrop-Mierlo ·
Gemert-Bakel ·
Gilze en Rijen ·
Goirle ·
Halderberge ·
Heeze-Leende ·
Helmond ·
Heusden ·
Hilvarenbeek ·
Laarbeek ·
Land van Cuijk ·
Loon op Zand ·
Maashorst ·
Meierijstad ·
Moerdijk ·
Nuenen, Gerwen en Nederwetten ·
Oirschot ·
Oisterwijk ·
Oosterhout ·
Oss ·
Reusel-De Mierden ·
Roosendaal ·
Rucphen ·
Sint-Michielsgestel ·
Someren ·
Son en Breugel ·
Steenbergen ·
Tilburg ·
Valkenswaard ·
Veldhoven ·
Vught ·
Waalre ·
Waalwijk ·
Woensdrecht ·
Zundert